# Steinsdalsfossen

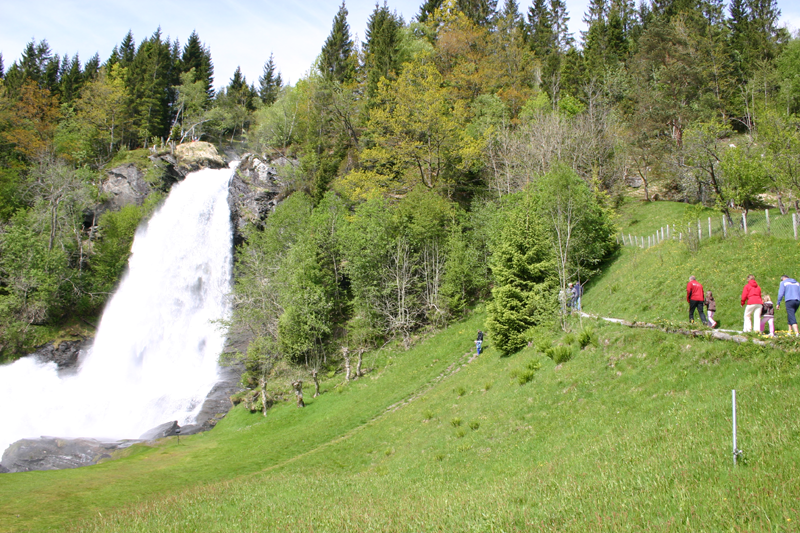

Steinsdalsfossen (ook bekend als Øvsthusfossen of Øfsthusfossen) is een waterval in Noorwegen, twee kilometer ten westen van Norheimsund in de gemeente Kvam (Vestland).
De waterval is 50 meter hoog en is een populaire toeristenbestemming, vooral omdat het mogelijk is onder de waterval door te lopen zonder nat te worden.
Keizer Wilhelm II van Duitsland bezocht de waterval elke zomer (met uitzondering van twee jaren) van 1889 tot het begin van de Eerste Wereldoorlog in 1914.